# 南门街道 (温州市)
南门街道是中国浙江省温州市鹿城区下辖的一个街道办事处，位于该市市中心，北部与五马街道为邻。面积2.59平方千米，人口6.07万人。辖16个社区：花柳塘社区、龙泉巷社区、仓坦社区、山前街社区、蒋家巷社区、闻宅社区、坦前社区、垟头下社区、吴桥社区、月光池社区、虞师里社区、荷花社区、南蝉桥社区、马鞍池社区、河丰社区、汇车桥社区；以及1个村：丰收村。
南门街道辖区内较繁盛的街道包括：马鞍池东路、飞霞南路、莲花路、坦前路、龙泉路、小南路、荷花路、大南路、吴桥路等。